# Mena (álbum)
Mena es el segundo álbum de estudio de la cantautora chilena Javiera Mena, lanzado en disco compacto el 1 de septiembre de 2010 en Chile bajo el sello independiente Unión del Sur y el mismo año bajo el sello Club Social en España. 
Desde entonces el disco ha sido lanzado en varios países por distintos sellos discográficos. En 2011 fue lanzado en España como un LP (picture disc) de edición limitada, con solo 300 copias. En 2014 fue reeditado en versión CD y vinilo a través de MENI, el segundo sello discográfico de Javiera Mena.
En el disco colaboran el músico sueco de indie pop Jens Lekman y el músico y productor chileno Cristián Heyne, entre otros.

## Lista de canciones
Todas las canciones escritas y compuestas por Javiera Mena. 
| N.º   | Título                           | Duración |  |
| 1.    | «Ahondar en ti»                  | 3:21     |  |
| 2.    | «Hasta la verdad»                | 4:53     |  |
| 3.    | «Primera estrella»               | 4:09     |  |
| 4.    | «El amanecer»                    | 3:32     |  |
| 5.    | «No te cuesta nada»              | 4:03     |  |
| 6.    | «Luz de piedra de luna»          | 4:32     |  |
| 7.    | «Sufrir»                         | 3:45     |  |
| 8.    | «Acá entera»                     | 3:13     |  |
| 9.    | «Un audífono tú, un audífono yo» | 3:13     |  |
| 35:08 |                                  |          |  |

## Videoclips
- Hasta la verdad (2010) - YouTube[8]
- Primera estrella (2011) - YouTube[9]
- No te cuesta nada (2011) - YouTube[10]
- Luz de piedra de luna (2011) - YouTube[11]

## Créditos
- Javiera Mena: sintetizador; piano en 1, 5, 6; guitarra en 1; guitarra acústica en 3; programación en 1-4, 6-9.
- Cristián Heyne: programación en 2, 4-7, 9; programación adicional en 1, 3; guitarra en 2, 5, 8, 9; guitarra eléctrica en 3; sintetizador en 6; sintetizador adicional en 4.
- José Miguel Tobar Bass: arreglo de cuerdas en 1.
- Lara Pedrosa: bajo en 1; voz en 9.
- Pablo Bello: grabación de cuerdas en 1.
- Diego Morales: programación en 2.
- Kelley Polar: grabación y arreglos de cuerdas en 1.
- Andrés Silva: hi hat en 4.
- Lido Pimienta: voz en 6.
- Daniel Hunt: sintetizador y tratamiento de sonido en 7.
- Jens Lekman: voz en 7.
- Andrés Silva: percusión en 8.